# ماهیچه سپری‌لامی
ماهیچه سپری‌لامی یا عضله تیروهیوئید (انگلیسی: Thyrohyoid muscle) یک ماهیچه اسکلتی کوچک در گردن است.
ماهیچه سپری‌لامی از محل چسبندگی استرنو تیروئید (خط مایل غضروف تیروئید) شروع می‌شود و به جسم استخوان هیوئید منتهی می‌شود. این عضله توسط اولین عصب سرویکال (بواسطه عصب هیپوگلوس) عصب می‌گیرد.

## نگارخانه

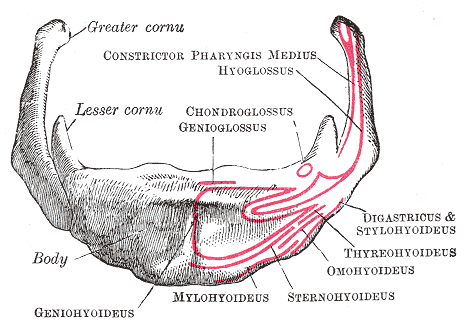
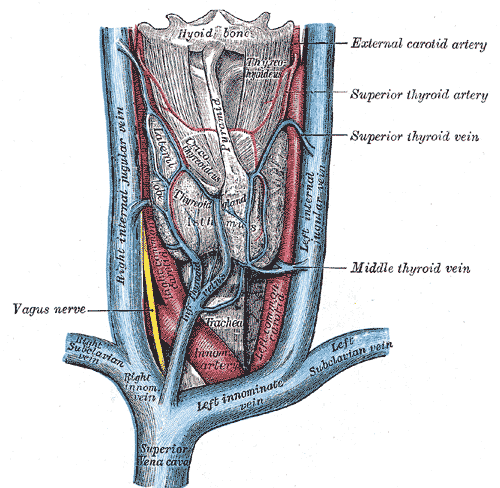
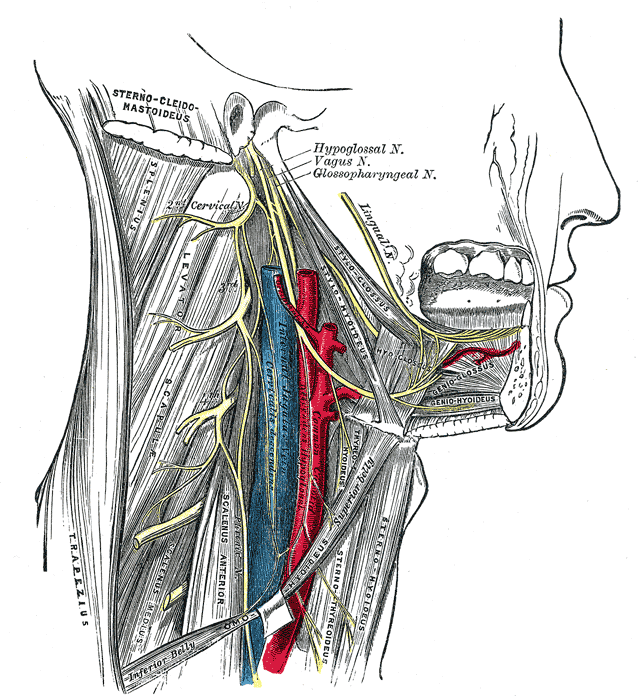
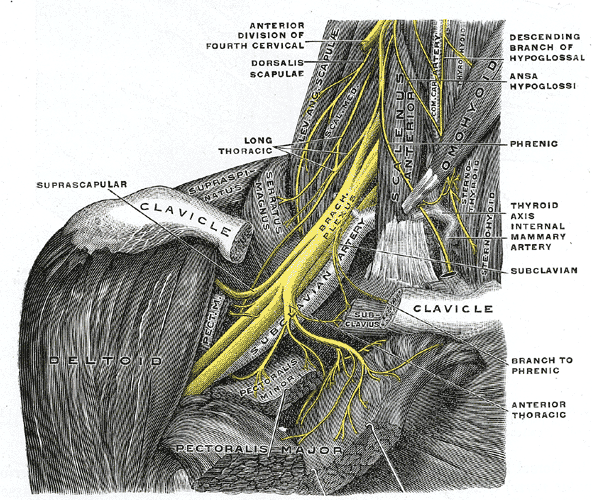
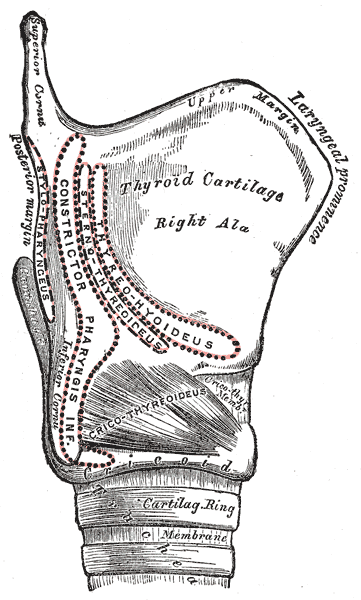
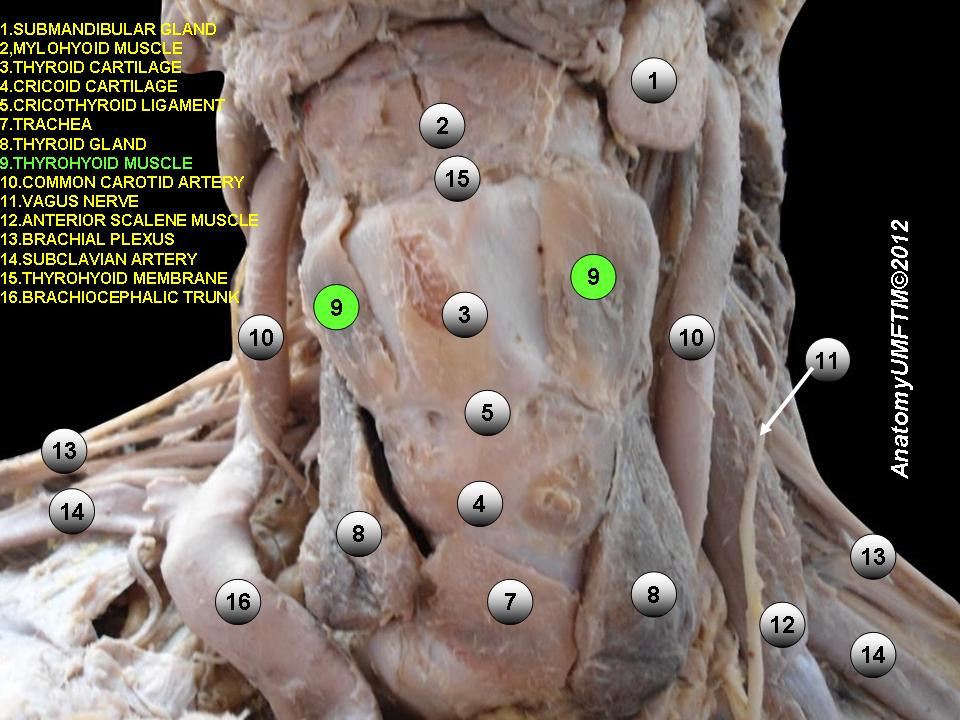